# Wolf von Gersdorff
Wolf Heinrich von Gersdorff (* 9. August 1867 in Potsdam; † 25. Mai 1949 in Berlin-Zehlendorf) war ein deutscher Verwaltungsjurist und Politiker.
Nach bestandenem Staatsexamen und anschließender Referendarzeit war von Gersdorff
1895–1905 Landrat in Arnswalde, seit 1905 Vortragender Rat im preußischen Innenministerium, sowie anschließend Regierungspräsident von Merseburg (1910–1922), königlicher Kammerherr, Ehrenbürger von Wittenberg und Vorsitzender des Kuratoriums der Luthergesellschaft in Wittenberg. Von 1925 bis 1931 amtierte Gersdorff auch als Präses der Provinzialsynode in der Kirchenprovinz Brandenburg der Evangelischen Kirche der altpreußischen Union. Zudem war er Vorsitzender des Kuratoriums der Lutherhalle (1910–1945) und Ehrendoktor der Universität Halle-Wittenberg. Von 1924 bis 1933 vertrat er die DNVP im preußischen Landtag.